# Swing (groupe musical)
Pour les articles homonymes, voir Swing.
Swing est un groupe musical franco-ontarien. 
Swing est un duo composé de Michel Bénac et Jean-Philippe Goulet. Leur genre de musique peut être comparé au Néo-trad
À l'occasion du Coup de cœur francophone 2011, ils se produisent dans l'Ouest canadien, notamment à Calgary, à la Cité des Rocheuses.

## Distinctions
Liste des prix remportés par le groupe Swing lors des Gala des prix Trille Or.
- 2001 : Meilleure chanson
- 2001 : Meilleur spectacle
- 2001 : Meilleur producteur
- 2001 : Révélation de l'année
- 2005 : Meilleur groupe
- 2005 : Meilleur spectacle
- 2005 : Meilleur vidéoclip
- 2007 : Meilleur groupe
- 2008 : Meilleur spectacle